# Strzelanina w Cetynii (2025)
Strzelanina w Cetynii – strzelanina, do której doszło 1 stycznia 2025 roku w mieście Cetynia w Czarnogórze. Sprawcą był 45-letni Aco Martinović. W jej wyniku zginęło 14 osób, a 3 zostały ranne.

## Przebieg
Około godziny 17:30 czasu lokalnego, doszło do bójki w lokalnym barze w Cetynii. Po tym zdarzeniu 45-letni Aco Martinović udał się do domu, zabrał broń palną i wrócił do baru. Tam otworzył ogień do znajdujących się w nim osób, zabijając cztery i poważnie raniąc kolejne cztery. Następnie udał się w kolejne trzy miejsca, gdzie zastrzelił osiem osób, a następnie uciekł. Wśród ofiar znajduje się właściciel baru, w którym doszło do bójki, jego dwoje dzieci, a także przyjaciele i rodzina napastnika.
Władze zablokowały drogi prowadzące do Cetynii i do miejscowości wysłano siły specjalne. Martinović został otoczony przez służby w pobliżu swojego domu w dzielnicy Humci, a następnie strzelił sobie w głowę. Zmarł w drodze do szpitala, 2 stycznia.

## Sprawca
Sprawcą był 45-letni Aco Martinović. Mężczyzna został zatrzymany w 2022 roku za nielegalne posiadanie broni, a także miał problem alkoholowy. W 2005 roku otrzymał wyrok w zawieszeniu za agresywne zachowanie.

## Reakcje
Prezydent Czarnogóry Jakov Milatović poinformował, że jest wstrząśnięty wydarzeniami w Cetynii. Premier Milojko Spajić odwiedził szpital, w którym przebywa część ofiar. Ogłoszono też trzy dni żałoby narodowej.
Ogłoszono rozważania nad zaostrzeniem przepisów dotyczących posiadania broni palnej.